# Tokyo Broadcasting System
Tokyo Broadcasting System Holdings, Inc. (株式会社東京放送ホールディングス Kabushiki-gaisha Tōkyō Hoso Hōrudingusu), TBS Holdings, Inc. hoặc TBS HD, là một công ty cổ phần tại Tokyo, Nhật Bản. Nó là công ty mẹ của một mạng lưới truyền hình có tên là Tokyo Broadcasting System Television, Inc. (株式会社TBSテレビ) (viết tắt là TBS) và mạng lưới phát thanh có tên TBS Radio & Communications, Inc (株式会社TBSラジオ & コミュニケーションズ).
TBS Television, Inc. có một mạng lưới tin tức 28 chi nhánh gọi là JNN (Japan News Network), cũng như một mạng lưới phát thanh 34 chi nhánh gọi là JRN (Japan Radio Network) mà TBS Radio & Communications, Inc. (TBSラジオ).

## Văn phòng
- trụ sở của TBS HD, TBS, TBS Radio, BS-TBS và C-TBS - Broadcasting Center TBS, 3-6, Akasaka Gochome, Minato, Tokyo, Nhật Bản.
- TBS Midoriyama Studio - 2100, Midoriyama, Aoba-ku, Yokohama, Nhật Bản.
- TBSHD Văn phòng chi nhánh Kansai - HERBIS OSAKA Office Tower (tầng 11), 5-25, Umeda Nihome, Kita-ku, Osaka, Nhật Bản.
- TBSHD chi nhánh Nagoya - Sakaemachi Building, 23-31, Nishiki Sanchome, Naka-ku, Nagoya, Nhật Bản.

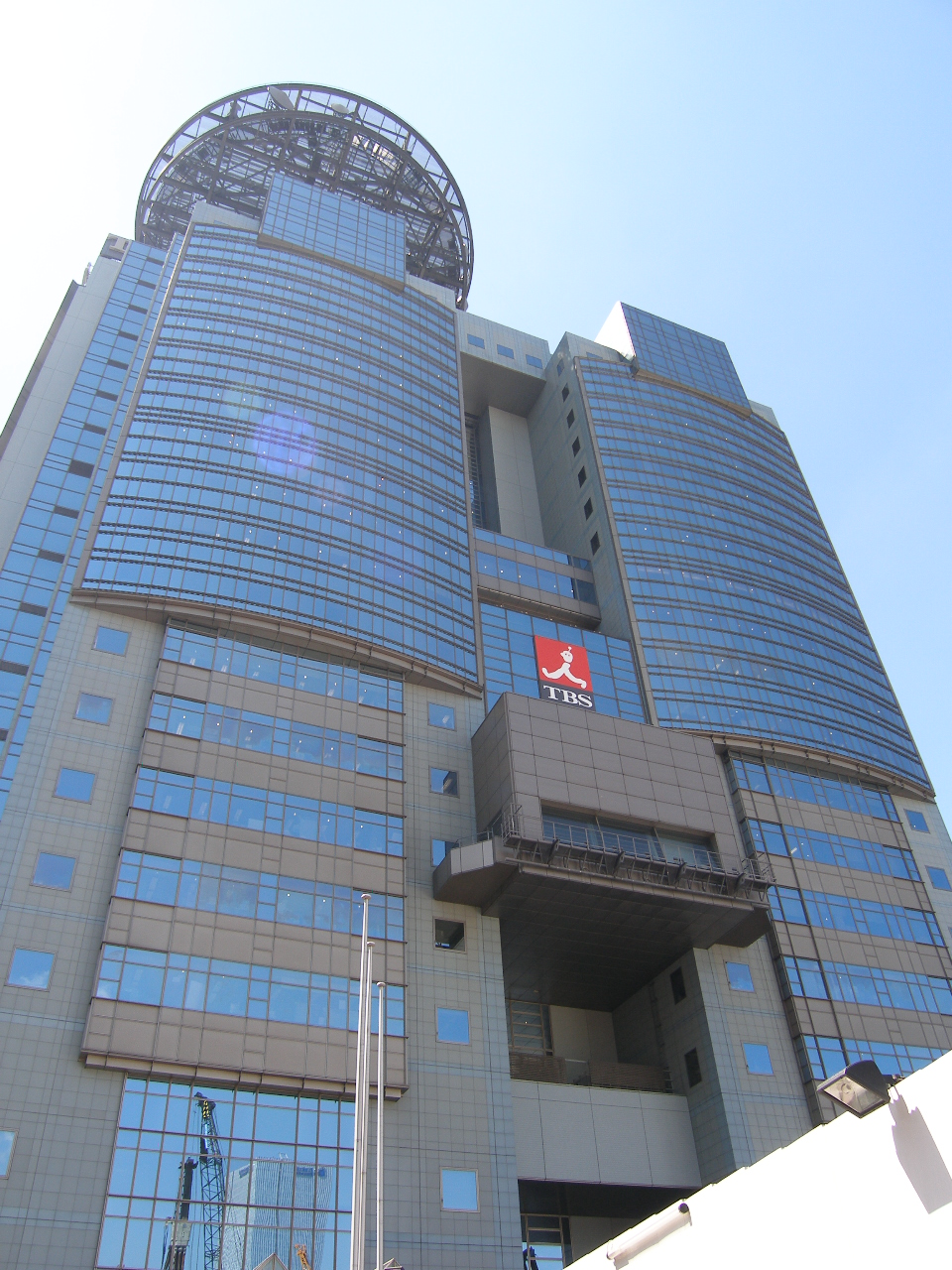
TBS Broadcasting Center

## Lịch sử của TBS
- Tháng 5 năm 1951 - Đài phát thanh Tokyo (株式会社ラジオ東京, KRT, tiền thân của TBS) được thành lập ở Kasumigaseki, Chiyoda, Tokyo, Nhật Bản.
- Ngày 25 tháng 12 năm 1951 - KRT bắt đầu phát sóng radio (1130 kHz, 50 kW, cho đến tháng 7 năm 1953) từ Yurakucho, Chiyoda, Tokyo, và tần số thay đổi đến 950 kHz.
- Tháng 4 năm 1955 - KRT bắt đầu phát sóng truyền hình (JOKR-TV, Channel 6) từ Akasaka-Hitotsukicho, Minato, Tokyo.
- Ngày 29 tháng 11 năm 1960 - KRT đã được đổi tên thành Tokyo Broadcasting System, Incorporated (株式会社東京放送TBS), và trụ sở chính và các đài phát thanh phòng thu đã được chuyển đến Akasaka.
- 1971 - sức mạnh truyền TBS Radio đã được tăng lên đến 100 kW.
- Ngày 31 tháng 3 năm 1975 - Asahi Broadcasting Corporation (ABC) đã bỏ JNN và Mainichi Broadcasting System (MBS) tham gia mạng lưới tin tức do các vấn đề quyền sở hữu với ABC. Kể từ đó, MBS đã là một đài truyền hình trực thuộc của JNN ở Osaka.
- Ngày 23 tháng 11 năm 1978 - Tần số của TBS Đài đổi 954 kHz.
- Ngày 02 tháng năm 1986 - TBS bắt đầu phát sóng các chương trình trò chơi Lâu đài của Takeshi.
- 1989 - TBS đã trở thành có tội trong vụ giết gia đình Sakamoto của Aum Shinrikyo, dẫn đến khiếu nại chống lại mạng sau khi các trường hợp đã được giải quyết một vài năm sau đó.
- Ngày 19 tháng 10 năm 1990 - Tập cuối cùng bao giờ hết của lâu đài của Takeshi đã được phát sóng trên kênh TBS.
- Ngày 03 tháng 10 năm 1994 - Trụ sở chính hiện nay đã được hoàn thành bên cạnh trụ sở cũ. Họ được gọi là "Big Hat (ビッグハット)".
- Ngày 01 tháng 4 năm 1998 - Tin tức JNN Con chim bắt đầu phát sóng. Năm 2006, kênh được đổi tên TBS Tin tức Bird.
- Tháng 2 năm 2000 - TBS thông qua một biểu tượng dựa trên Kanji cho "người".
- Ngày 21 tháng 3 năm 2000 - TBS thành lập TBS Đài phát thanh & Truyền thông TBS Entertainment Incorporated (株式会社ティ·ビー·エス·エンタテインメント), và TBS Thể thao Incorporated (株式会社ティ·ビー·エス·スポーツ), và thành lập TBS Live Incorporated (株式会社ティ·ビー·エス·ライブ) vào ngày hôm sau. Vào ngày 01 tháng 10 năm 2001, TBS đã thành công các đài phát thanh để TBS Đài phát thanh & Truyền thông, và thay đổi CALLSIGN của đài truyền hình (JOKR-TV → JORX-TV).
- Ngày 01 tháng 7 năm 2002, TBS channel bắt đầu phát sóng trên truyền hình trả tiền.
- Ngày 01 tháng 10 năm 2004 - TBS Entertainment sáp nhập TBS Thể thao và TBS Live, và thay đổi tên công ty thành "Tokyo Broadcasting System Television, Incorporated" (株式会社TBSテレビ).
- Ngày 13 tháng 10 năm 2005 - Rakuten Inc công bố rằng nó đã mua 15,46 cổ phần trong TBS, đưa nó lên đến 19%.
- Sau hơn một tháng và một nửa trong số những lo lắng về một thể tiếp quản thù địch, Rakuten rút hồ sơ dự thầu cho TBS vào ngày 1 và kế hoạch để tạo thành một liên minh kinh doanh với các công ty phát sóng.
- Ngày 01 tháng 4 năm 2006 - bắt đầu phát sóng kỹ thuật số mặt đất.
- Ngày 01 tháng 4 năm 2009 - TBS đã trở thành một công ty phát sóng giữ được chứng nhận mang tên "Tokyo Broadcasting System Holdings, Inc." (株式会社東京放送ホールディングス, TBS HD). TV phát sóng kinh doanh và kinh doanh văn hóa đã được thực hiện trên của Tokyo Broadcasting System Truyền hình, Inc và các chữ cái TBS đã trở thành được sử dụng cho các chữ viết tắt của công ty truyền hình công ty con.
- Ngày 01 tháng 12 năm 2011 - TBS bán BayStars Yokohama, một Nippon Professional Baseball đội DeNA. DeNA sẽ mua 66,92% cổ phần của đội bóng cho ¥6500000000 từ TBS. TBS sẽ giữ lại quyền sở hữu cổ phần 2,31% phần trăm trong đội.

## Bình luận viên

### Nam
- Shibata Shūichi (柴田秀一 Shibata Shūichi?) Gia nhập vào năm 1981
- Uraguchi Naoki (浦口直樹 Uraguchi Naoki?) Gia nhập vào năm 1983
- Tosaki Takahiro (戸崎貴広 Tosaki Takahiro?) Gia nhập vào năm 1986
- Kiyohara Masahiro (清原正博 Kiyohara Masahiro?) Gia nhập vào năm 1988
- Mukai Masao (向井政生 Mukai Masao?) Gia nhập vào năm 1988
- Kobayashi Yutaka (小林豊 Kobayashi Yutaka?) Gia nhập vào năm 1989
- Saito Tetsuya (斎藤哲也 Saito Tetsuya?) Gia nhập vào năm 1989
- Ando Hiroki (安東弘樹 Ando Hiroki?) Gia nhập vào năm 1991
- Hatsuta Keisuke (初田啓介 Hatsuta Keisuke?) Gia nhập vào năm 1993
- Shimizu Daisuke (清水大輔 Shimizu Daisuke?) Gia nhập vào năm 1993
- Masuda Naohiro (升田尚宏 Masuda Naohiro?) Gia nhập vào năm 1994
- Doi Toshiyuki (土井敏之 Doi Toshiyuki?) Gia nhập vào năm 1996
- Ogasawara Wataru (小笠原亘 Ogasawara Wataru?) Gia nhập vào năm 1996
- Azumi Shinichiro (安住紳一郎 Azumi Shinichiro?) Gia nhập vào năm 1997
- Itō Ryuta (伊藤隆太 Itō Ryuta?) Gia nhập vào năm 1997
- Komada Kengo (駒田健吾 Komada Kengo?) Gia nhập vào năm 1998
- Arata Etsuo (新タ悦男 Arata Etsuo?) Gia nhập vào năm 1998
- Satō Fumiyasu (佐藤文康 Satō Fumiyasu?) Gia nhập vào năm 1999
- Fujimori Shohei (藤森祥平 Fujimori Shohei?) Gia nhập năm 2001
- Takano Takahiro (高野貴裕 Takano Takahiro?) Gia nhập vào năm 2003
- Akaogi Ayumi (赤荻歩 Akaogi Ayumi?) Gia nhập vào năm 2004
- Hasumi Noriyuki (蓮見孝之 Hasumi Noriyuki?) Gia nhập vào năm 2004
- Itō Ryusuke (伊藤隆佑 Itō Ryusuke?) Gia nhập vào năm 2006
- Inoue Takahiro (井上貴博 Inoue Takahiro?) Gia nhập vào năm 2007
- Sugiyama Shin'ya (杉山真也 Sugiyama Shin'ya?) Gia nhập vào năm 2007
- Yamamoto Takaaki (山本匠晃 Yamamoto Taaki?) Gia nhập vào năm 2008
- Ishii Tomohiro (石井大裕 Ishii Tomohiro?) Gia nhập vào năm 2010
- Kuniyama Hasen (国山ハセン Kuniyama Hasen?) Gia nhập vào năm 2013
- Kumazaki Kazato (熊崎風斗 Kumazaki Kazato?) Gia nhập vào năm 2013
- Shinada Ryuta (品田亮太 Shinada Ryuta?) Gia nhập vào năm 2014

### Nữ
- Nagamine Yuki (長峰由紀 Nagamine Yuki?) Gia nhập vào năm 1987
- Akisawa Junko (秋沢淳子 Akisawa Junko?) Gia nhập vào năm 1991
- Nagaoka Kyoko (長岡杏子 Nagaoka Kyoko?) Gia nhập vào năm 1994
- Ogawa Tomoko (小川知子 Ogawa Tomoko?) Gia nhập vào năm 1995
- Horii Mika (堀井美香 Horii Mika?) Gia nhập vào năm 1995
- Kimura Ikumi (木村郁美 Kimura Ikumi?) Gia nhập vào năm 1996
- Ogura Hiroko (小倉弘子 Ogura Hiroko?) Gia nhập vào năm 1997
- Toyama Eri (外山惠理 Toyama Eri?) Gia nhập vào năm 1998
- Toyoda Ayano (豊田綾乃 Toyoda Ayano?) Tham gia
- Kubota Tomoko (久保田智子 Kubota Tomoko?) Gia nhập vào năm 2000
- Yamanouchi Ayu (山内あゆ Yamanouchi Ayu?) Gia nhập vào năm 2000
- Takahata Yuriko (高畑百合子 Takahata Yuriko?) Gia nhập vào năm 2003
- Okamura Hitomi (岡村仁美 Okamura Hitomi?) Gia nhập vào năm 2005
- Mai Demizu (出水麻衣 Mai Demizu?) Gia nhập vào năm 2006
- Mizuno Mayumi (水野真裕美 Mizuno Mayumi?) Gia nhập vào năm 2006
- Katō Sylvia (加藤シルビア Katō Sirubia?) Gia nhập vào năm 2008
- Eto Ai (江藤愛 Eto Ai?) Gia nhập vào năm 2009
- Satō Nagisa (佐藤渚 Satō Nagisa?) Gia nhập vào năm 2010
- Furuya Yumi (古谷有美 Furuya Yumi?) Gia nhập vào năm 2011
- Yoshida Akiyo (吉田明世 Yoshida Akiyo?) Gia nhập vào năm 2011
- Hayashi Minaho (林みなほ Hayashi Minaho?) Gia nhập vào năm 2012
- Kobayashi Yumiko (小林由未子 Kobayashi Yumiko?) Gia nhập vào năm 2013
- Sasagawa Yuri (笹川友里 Sasagawa Yuri?) Gia nhập vào năm 2013
- Ogaki Misato (宇垣美里 Ogaki Misato?) Gia nhập vào năm 2014
- Minagawa Reina (皆川玲奈 Minagawa Reina?) Gia nhập vào năm 2014
- Unai Risa (宇内梨沙 Unai Risa?) Gia nhập vào năm 2015
- Kamimura Saeko (上村彩子 Kamimura Saeko?) Gia nhập vào năm 2015
- Itō Kaede (伊東楓 Itō Kaede?) Gia nhập vào năm 2016
- Yamamoto Erika (山本恵里伽 Yamamoto Erika?) Gia nhập vào năm 2016
- Hibi Maoko (日比麻音子 Hibi Maoko?) Gia nhập vào năm 2016

## Bê bối

### Vi phạm về bảo vệ nguồn
TBS nổi tiếng được biết đến với vụ cố ý vi phạm bảo vệ nguồn vào tháng năm 1989. Trong tháng đó của năm đó, Tokyo Broadcasting System ghi âm một cuộc phỏng vấn với Tsutsumi Sakamoto về nỗ lực của mình để công bố tín điều lừa đảo của Nhật Bản Aum Shinrikyo phái. Tuy nhiên, mạng lưới bí mật cho thấy một video của cuộc phỏng vấn với các thành viên Aum mà không cần kiến thức của Sakamoto, cố ý vi phạm bảo vệ của nguồn. Các quan chức Aum sau đó áp lực TBS hủy phát sóng dự kiến của cuộc phỏng vấn, nhưng Sakamoto đã bị sát hại bởi các thành viên sau một vài ngày, trên 03 tháng 11. Điều này làm cho TBS gián tiếp chịu trách nhiệm về một vụ giết người của một người đấu tranh chống lại các giáo phái nguy hiểm và cố gắng để mang lại sự chú ý của công chúng với các vi phạm quyền con người hàng ngày đang diễn ra bên trong giáo phái đó.